# 제퍼슨 기념관

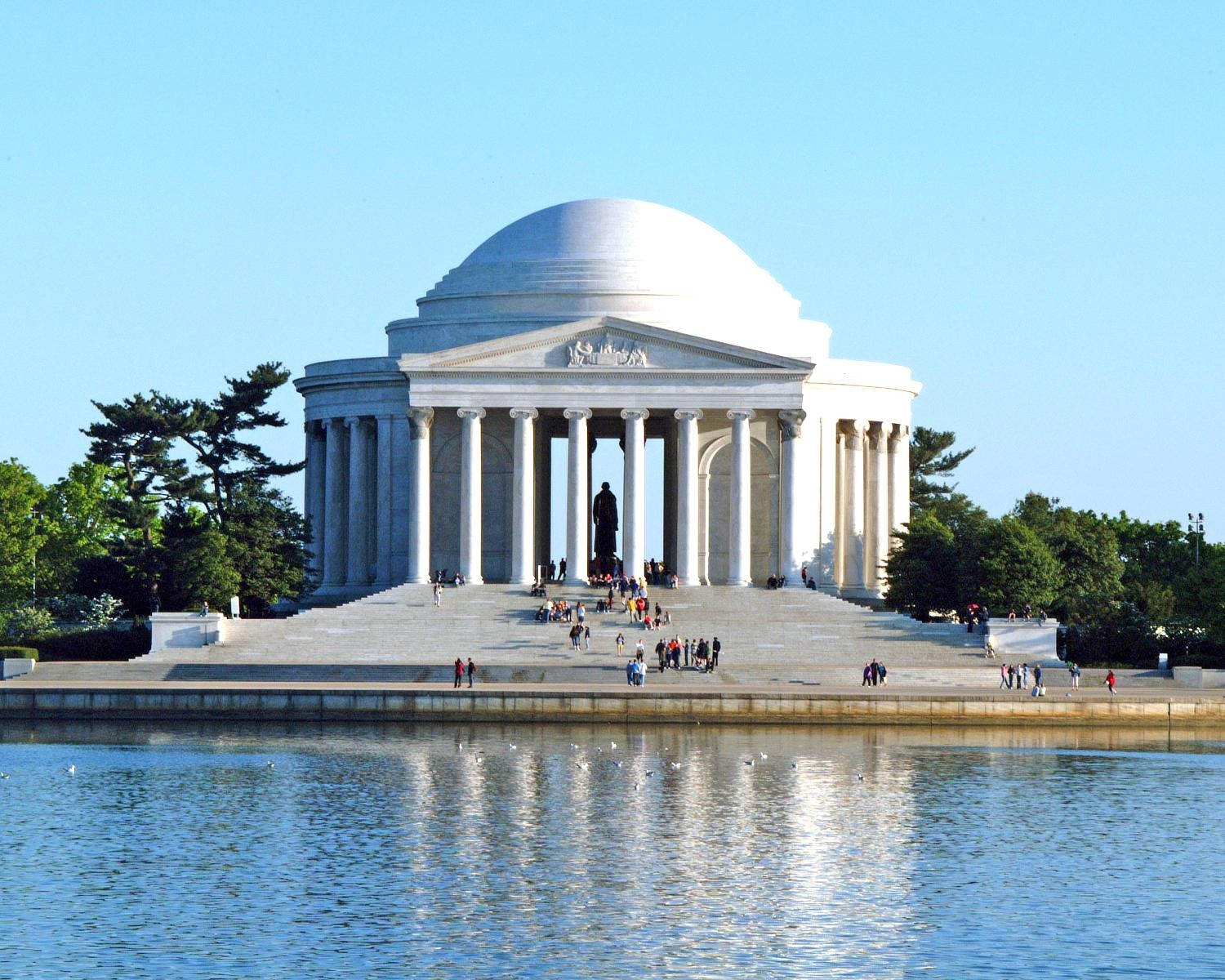
제퍼슨 기념관

제퍼슨 기념관(Jefferson Memorial)은 미국의 수도 워싱턴 D.C.에 있는 미국 제 3대 대통령 토머스 제퍼슨을 기념해 건립된 기념물이다. 미국 국립 기념물로 지정되어있다.

## 같이 보기
- 몬티셀로
- 워싱턴 기념탑